# Diplodesma
Diplodesma là một chi bướm đêm thuộc họ Geometridae.